# 马新河
马新河， 中华人民共和国山东省的一条独流人海的人工河道，开挖于1972年，流经山东省滨州市与东营市。

## 流域
马新河全长55.6公里，流域面积275平方千米，设计比降为1/9500～1/10000。在东营市利津县境内15.44千米，在滨州市沾化区境内约21.21公里，在东营市河口区境内27公里。马新河在东营市境内河长35.6千米，流域面积204平方千米:42。
马新河发源于利津县西坡村，当地又称之为“大赵河”，流经明集、大赵，在盐窝镇西部向北流于裴家村南2公里入沾化区利国乡，流经利国、马营、下河后，在下河乡东北向北流入河口区新户镇，在新户镇西顺着杨克君沟西南股流入渤海。

## 历史
1972年，沾化县为解决马营、新户两公社的排涝防洪问题而开挖马新河，为自办跨社排涝工程，该河因选址于马营、新户而得名:720。马新河工程最初兴建于1972年冬至1973年春，属胜利油田防护工程和沾化县改碱工程，由沾化县分两期完成，共挖掘38.94公里河道，胜利油田投资107万元，补助粮食1418.75吨。马新河设计有防洪、排涝与防潮功能，防洪按鲁北滨海区1961年雨型标准设计，设计防洪流量为48.50~192.10立方米/秒；排涝按鲁北滨海区1964年型标准设计，设计排涝流量为26.60~104.50立方米/秒；防潮标准为两年一遇:42。
1978年，马新河上游按1964年雨型排涝标准的75%伸长16.5千米，至利津县西坡庄，该工程为鲁北根治海河指挥部批准实施，由惠民地区水利局设计:42。1987年2月，河口区投资90.5万元在新户乡四顷二村附近、河道桩号47+624处修建马新河拦河闸，由东营市水利勘测设计院设计，可蓄水80万立方米。该闸由东营市水利工程处施工，1986年12月开工，1987年10月竣工。1989年2月，河口区马新河拦河闸工程在山东省水利厅优秀设计项目评比中获得三等奖:93,105,108,136。并曾获得东营市优质施工工程:287。
1996年到2000年，河口区投资426.08万元对马新河流域太平乡以北，胜利村以南，西起滨太路，东至王庄一分干的胜利片进行小流域综合治理，建成20公顷水保林，53.33公顷农田林网，66.67公顷经济林，栽植优良树木38.12万株；使其森林覆盖率从3%提高到18%，年蓄水保水量增加246,5万立方米，保土量96万吨，生态环境得到改善，荒沙荒碱地变为高产粮田:207。
2000年5月，河口区对境内马新河6千米的河道进行清淤。2001年5月，利津县投资280万元对马新河上游长21.40千米河道进行疏浚。2001年，利津县投资417.95万元在马新河利津边界建拦河闸，形成可蓄水170万立方米的带状水库。该闸为开敞式，长10米，上有面宽5米的生产桥:136。

## 桥梁
1970年代，利津县水利局在大赵乡小苟村（今属盐窝镇）西的大赵河上修建生产桥一座，后因年久失修，于2018年11月坍塌。2020年，利津县2020年度危桥改造工程对小苟村公路桥予以改建重修。

## 备注
1. ↑  一说全长55.6公里，流域面积275平方千米；在东营市境内38.78公里，流域面积205平方千米[7]:30
2. ↑  今属沾化区利国乡
3. ↑  今属东营市河口区新户镇